# イランの政治
イランの政治を規定するイラン・イスラム共和国の政体は、統治原理の根幹をイスラームにおく立憲共和制、すなわちイスラーム共和制である。政治・経済・社会のあり方は、1979年12月憲法、および1989年改正憲法に定められたものである。憲法では同時にイスラム教シーア派・十二イマーム派（ジャアファル法学派）のオスーリー学派を国教と定めている。キリスト教、ユダヤ教、ゾロアスター教の市民は被選挙権などを一部制限される二級市民として一定の権利を保有している。バハイ教徒、無神論者などは、国内での生活自体を認められていない。

## 政治情勢
イラン・イスラーム革命後、イランは8年におよぶイラン・イラク戦争、経済的混乱などの苦難に直面した。初期の体制は政治的騒擾、アメリカ合衆国に対する反発が招き、アメリカ大使館人質事件などに特徴づけられる。これによって合衆国はイランと断交、以降、イランにおける合衆国利益代表をスイスが代行している。
革命後速やかに革命に参加した勢力の間での権力闘争が始まり、1982年半ばまでにホメイニーの弟子の法学者たちが中核となって結成されたイスラーム共和党が三権を掌握した。聖職者とその支持者のみが権力の座に残った。国内的な過激主義は軽減された。
イランの支配的政党はイスラーム共和党であったが1987年に解散。以降、1994年第5期議会選挙の際に建設奉仕者団が結党されるまで事実上無政党状態であった。建設奉仕者団は主に、当時の大統領アクバル・ハーシェミー・ラフサンジャーニーに近い官僚集団から形成されていた。1997年選挙でモハンマド・ハータミーが大統領につくと、改革派側とこれに反対する保守強硬派を中心に多数の政党が活動を開始。さらに強硬派をふくむさまざまな集団が政党としての公式活動をはじめるに至る。反政府政党としてはごく少数の武装政治集団があり、これにはモジャーヘディーネ・ハルグ、フェダーイヤーネ・ハルグ、クルディスターン民主党などがある。その他の政党についてはイランの政党の一覧を参照。
市民の間に浸透した革命防衛隊、秘密警察、ムタワなどの存在が反政府的な動きを抑制してきたが、2017年12月に続いて2019年11月には国内各地でデモが頻発し、死者400人以上、逮捕者1000人以上出す規模となった。ハサン・ロウハーニー大統領のほか最高指導者アリー・ハーメネイー師や聖職者に対する批判も見られるようになっている。

## 最高指導者
最高指導者は「イラン・イスラーム共和国の全般的政策・方針の決定と監督について責任を負う」とされる。任期は終身。最高指導者はイラン軍および革命防衛隊の最高司令官であり、イスラーム共和国の諜報機関および治安機関を統轄する。宣戦布告の権限は最高指導者のみに与えられる。ほかに大統領の解任権、最高司法権長(司法権の長)、国営ラジオ・テレビ局総裁、イスラーム革命防衛隊総司令官の任免権をもち、監督者評議会を構成する12人の議員のうち6人を指名する権限がある。最高指導者は、専門家会議が法学上の資格と社会から受ける尊敬の念の度合いに基づいて選出・罷免するが、これまで罷免の例はない。専門家会議は法的義務の施行における最高指導者の監督にあたる。
ホメイニーの「法学者の統治(ヴェラーヤテ・ファギーフ)」の理念に基づくポストであり、必ずイスラム法学者が任命される。

## 行政府
大統領は憲法において「最高指導者に次ぐ」高次官職と定義される。大統領は15歳以上の国民による直接普通選挙によって選出され、任期は4年。連続しての3選は禁止。ただし大統領選立候補には監督者評議会による審査と承認が必要であり、現行のイスラーム共和制の政体そのものに批判的な候補は立候補自体が認められない。また、第4代大統領を務めたラフサンジャーニーが2013年の大統領選に立候補を届け出たが認められなかったように、体制それ自体に批判的でなくても不明瞭な理由で立候補が認められないことがある。このようなプロセスにより、通常事前に10人以下にまで候補者が絞り込まれての選挙となる。審査の不透明性には批判があるが、(イスラーム共和体制内における)改革派と保守派の候補を最低1人ずつは用意しておくことが慣習化しており、そのため改革派のハータミーが圧勝した1997年の選挙のように、事前の予想を裏切る結果がもたらされる場合もある。
最高指導者の専権事項以外で、執行機関たる行政府の長として憲法に従って政策を執行する。大統領は就任後閣僚を指名し、閣議を主宰し行政を監督、政策を調整して議会に法案を提出する。大統領および10人の副大統領と21人の閣僚で閣僚評議会（閣議）が形成される（2007年現在）。副大統領、大臣は就任に当たって議会の承認が必要である。また他国の通例とは異なりイランの行政府は軍を統括しない。情報大臣、防衛大臣は大統領の指名によるが、議会信任のための名簿提出前に最高指導者からの明白な承認を得るのが慣例となっている。

## 立法府
現行のイランの立法府は一院制である。イスラーム革命以前は二院制であったが革命後の新憲法により上院は廃止された。

### 議会（マジュレス）
議会は「マジュレセ・シューラーイェ・エスラーミー」（イスラーム諮問評議会）という。議員は任期4年で290人からなり、国民の直接選挙によって選出される。立法府としての権能を持ち、立法のほか、条約の批准、国家予算の認可を行う。議会への立候補にあたっては監督者評議会による審査が行われ、承認がなければ立候補リストに掲載されず、そのためイスラーム共和制の政体それ自体に懐疑的・批判的である候補者は事実上立候補自体が認められない。また、議会による立法のいずれについても監督者評議会の承認が必要である。日本語の報道では国会とも表記される。

### 監督者評議会
監督者評議会は12人の法学者から構成され、半数を構成するイスラーム法学者6人を最高指導者が指名し、残り半数の一般法学者6人を最高司法権長の指名する候補から議会が選出する。監督者評議会は憲法解釈を行い、議会可決法案がシャリーア（イスラーム法）に適うものかを審議する権限をもつ。したがって議会に対する拒否権をもつ機関であるといえよう。議会可決法案が審議によって憲法あるいはシャリーアに反すると判断された場合、法案は議会に差し戻されて再審議される。選挙候補者の立候補資格審査における監督者評議会の権限行使は、きわめて厳格にすぎる憲法解釈であるとする批判がある。

### 公益判別会議
公益判別会議は議会と監督者評議会のあいだで不一致があった場合の仲裁をおこなう権限を持つ。また最高指導者の諮問機関としての役割を持ち、国家において最も強力な機関の一つである。

## 司法府
最高司法権長は最高指導者によって任じられ、最高裁判所長官および検事総長を任じる。一般法廷が、通常の民事・刑事訴訟を扱い、国家安全保障にかかわる問題などについては革命法廷が扱う。革命法廷の判決は確定判決で上訴できない。またイスラーム法学者特別法廷は法学者による犯罪を扱うが、事件に一般人が関与した場合の裁判もこちらで取り扱われる。イスラーム法学者特別法廷は通常の司法体制からは独立し、最高指導者に対して直接に責任を持つ。同法廷の判決も最終的なもので上訴できない。

## 専門家会議
専門家会議は国民の選挙によって選出される「善良で博識な」86人のイスラーム知識人から構成される。任期は8年で、1年に2回最低2日招集される。選挙の際は大統領選、議会選と同じく監督者評議会の審査と承認を受けなければならない。監督者評議会は第1期専門家会議の認可による法令に基づいて、筆記試験により立候補者のイジュティハード資格を確認する。憲法の規定に基づき、専門家会議は最高指導者を選出・罷免する権限を持つ。

## 政党と選挙
| 候補者                                     | 第1回投票  | 第1回投票 | 第2回投票  | 第2回投票 |
| 候補者                                     | 得票数     | 得票率    | 得票数     | 得票率    |
| ------------------------------------------ | ---------- | --------- | ---------- | --------- |
| アクバル・ハーシェミー・ラフサンジャーニー | 6,211,937  | 21.13     | 10,046,701 | 35.93     |
| マフムード・アフマディーネジャード         | 5,711,696  | 19.43     | 17,284,782 | 61.69     |
| メフディー・キャッルービー                 | 5,070,114  | 17.24     |            |           |
| モスタファー・モイーン                     | 4,095,827  | 13.93     |            |           |
| モハンマド・バーゲル・ガーリーバーフ       | 4,083,951  | 13.89     |            |           |
| アリー・ラーリージャーニー                 | 1,713,810  | 5.83      |            |           |
| モフセン・メフルアリーザーデ               | 1,288,640  | 4.38      |            |           |
| 無効票・白票                               | 1,224,882  | 4.17      | 663,770    | 2.37      |
| 総計                                       | 29,400,857 | 100.00    | 27,959,253 | 100.00    |
| 投票数（投票率）                           |            | 62.66     |            | 59.6      |

2004年2月20日の第7期マジュレス選挙は、内務省の発表によれば投票率50％で、これは1979年以降の総選挙で最低率となった。これについて監督者評議会には異見があり、60％近くであるとしている。同選挙での得票率は保守派が54％（156議席）、改革派が14％（40議席）、独立系が34議席となった。また60議席分は2004年5月の決選投票にもちこされた。選挙戦の前段階では80人の現職議員を含む多くの改革派候補が、監督者評議会の立候補資格審査で失格となっている。これに抗議してマジュレスでは100人近い議員が3週間にわたって座り込みを行って抗議したが確たる成果はなく、約120人の議員が辞職。主要改革派政党・集団はボイコットではないものの本選挙には参加しないとの声明を発した。だがこれは改革派の分裂につながっただけで、ハータミー大統領の属する「闘う宗教学者集会」は選挙への参加を示すことになった。

### 政治的圧力団体と指導者
- 親改革派の学生団体には「統一強化事務所」「イスラーム学生団体連盟」がある。
- イスラーム共和国支持の集団としてはアンサーレ・ヘズボッラー、イラン・イスラーム学生連盟、イマーム戦列支持ムスリム学生団、イスラーム学生、イスラーム連合協会がある。保守派支持母体は「バスィージ民兵、戦争殉教者遺族、革命防衛隊の一部、公務員の一部、都市・地方の貧困層の一部、保守派関係財団のネットワーク」からなると言われる[4]。
- 反体制派としてはイラン解放運動、イラン国民党がある。
- 武装反政府組織はほとんど完全に抑圧されているが、モジャーヘディーネ・ハルグ、フェダーイヤーネ・ハルグ、クルディスターン民主党、自由擁護協会がある。イランの反体制派は厳しく抑圧されており、たとえばイラン自由党は現在「禁止」政党となっている。

## 軍事
イランの軍事は国軍およびイスラーム革命防衛隊からなり、前者が主に国境防衛、後者が国内治安維持を担う。

## 行政区分
イラン全土は30の州（オスターン）からなる。これについてはイランの州を参照。州の長はオスタンダールである。州はさらに郡、地区、村にわかれる。

## 地方政府
イラン地方協議会は、イランの全市、全行政村において普通選挙によって選出される。任期は4年。イラン・イスラーム共和国憲法第7条によれば「国家の意思決定・行政機関」に区分される。地方評議会選挙がはじめて施行されたのは1999年で、このとき憲法同条が施行に移されたと言える。地方評議会は市長の選任をはじめとする諸々の責任を負い、地方政府の活動を監督する。すなわちそれぞれの地方の経済・文化・教育・健康・社会・福祉などで必要とされるものを調査し、国家のこれら政策への参与を計画・調整する。

## 制度への批判
現行の選挙法によれば、監督者評議会はほとんどの国政選挙を監督し、立候補者の審査をおこなうことになっている。監督者評議会12人の構成員のうち6名はイスラーム法学者で最高指導者に指名され、残る6名はマジュレスが最高司法権長の指名者のなかから選出する。最高司法権長は最高指導者が任命する。また監督者評議会は、最高指導者を選出し監督する専門家会議の候補者の審査をおこなうこととなっている。
上記から改革派はこの制度を閉じた権力循環であるとする。たとえばモハンマド・アリー・アブタヒーなどは、これをイランにおける改革運動の法的障害の中核であると考える。これに対して保守派は権力循環の存在を否定する。監督者評議会と専門家会議の構成は、人間の自由意思と同様に常に変動があり、いかなる制度にも存在する権力のチェックアンドバランスを形成しているとする。
この制度の核となる監督者評議会による選挙の「監督」の実際の施行については、憲法に明記されたものではなく、また議会と専門家会議の審議を通過した一般法によって規定されているものでもない。したがって解釈によって理論的に制度が変更される可能性はある。しかしながら、多くの政治家による努力があったものの、専門家会議の大多数を形成することはなく、制度変更はこれまでおこなわれていない。

## 国際機関への参加
CP, ECO, ESCAP, FAO, G-15, G-24, G-77, IAEA, IBRD, ICAO, ICC, ICPO, ICRM, IDA, IDB, IFAD, IFC, IFRCS, IHO, ILO, IMF, IMO, INMARSAT, INTELSAT, IOC, IOM（オブザーバ）, ISO, ITU, NAM, OIC, OPCW, OPEC, PCA, BRICS, SCO, UN, UNCTAD, UNESCO, UNHCR, UNIDO, UPU, WCL, WCO WFTU, WEF, WHO, WMO, WTO（オブザーバ）

## 関連文献
Takeyh, Ray (2006), Hidden Iran - Paradox and Power in the Islamic Republic, New York, ISBN 978-0-8050-7976-0

### イラン政府省庁
- 科学研究技術省
- 厚生医療教育省
- 農業ジハード省
- 文化イスラーム指導省
- 商務省
- エネルギー省
- 石油省
- 住宅都市開発省
- 鉱工業省
- 防衛省
- 道路交通省
- 社会労働省
- 内務省
- 情報通信技術省, (2)
- 協同組合省
- 教育省
- 経済財政省

### その他政府官公庁
- イラン自由交易産業地帯高等評議会事務局
- イラン・イスラーム共和国中央銀行
- 文化革命高等委員会
- イラン・イスラーム共和国報道官
- イラン・イスラーム共和国原子力エネルギー機構
- イラン・イスラーム共和国警察軍
- イラン・イスラーム共和国地質調査機構
- イラン・イスラーム共和国管理計画機構
- イラン・イスラーム共和国福祉機構
- イラン・イスラーム共和国国民青年機構
- イラン・イスラーム共和国司法府報道局
- イラン・イスラーム共和国女性参画センター
- イラン・イスラーム共和国文化遺産機構
- イラン・イスラーム共和国対麻薬闘争本部
- イラン・イスラーム共和国芸術アカデミー
- イラン・イスラーム共和国ペルシア語ペルシア文学アカデミー
- イラン・イスラーム共和国医学アカデミー
- イラン・イスラーム共和国科学アカデミー
- イラン・イスラーム共和国環境庁
- イラン・イスラーム共和国「文明間の対話」国際センター
- Iイラン・イスラーム共和国赤新月社
- イラン・イスラーム共和国体育機構
- イラン統計センター